# Уљановка
Уљановка (рус. Улья́новка), до 1922. Саблино (рус. Саблино) насељено је место са административним статусом варошице (рус. посёлок городского типа) на северозападу европског дела Руске Федерације. Налази се у централном делу Лењинградске области и административно припада Тосњенском рејону.
Према проценама националне статистичке службе за 2015. у вароши је живело 12.688 становника.
Статус насеља урбаног типа, односно варошице носи од 1922. године.

## Географија
Варошица Уљановка налази се на северу Тосњенског рејона Лењинградске области, на око 40 километара југоисточно од историјског центра града Санкт Петербурга, односно на око 17 километара североисточно од рејонског центра града Тосна.
Варошица је смештена у ниској Приневској низији, и кроз њу протичу реке Саблинка и Тосна. На северној периферији насеља река Саблинка се улива у Тосну.
Подручје уз реку Саблинку због свог специфичног природног и историјског наслеђа део је заштићеног подручја и представља споменик природе Саблињски. Заштићена зона обухвата подручје површине од 328,8 хектара и у свој састав укључује кањоне река Тосне и Саблинке са јасно израженим стенама камбријумске и ордовичке старости, два мања водопада и неколико мањих пећина вештачког порекла. У оквиру заштићеног подручја налази се и неколико историјских локалитета, међу којима су древни кургани (велике гробне хумке грађене још у бронзаном добу), локалитет на којем се војска Александра Невског припремала за битку са Швеђанима, те некадашње имање грофа Алексеја Толстоја „Пустињка” (рус. «Пустынька»). Саблињски споменик природе има статус заштићеног подручја од 29. марта 1976. године.

## Историја
Све од XVIII до почетка 20. века на обалама река Тосне и Саблинке вадио се грађевински камен, песак и глина који су се користили у погонима грађевинске индустрије тадашње престонице Руске Империје Санкт Петербурга. У писаним изворима насеље се по први пут помиње на карти Ингрије из 1727. као Коноба Саблина (рус. Харчевня Саблина).
Све до 1810. Саблино је било малено насеље са свега неколико кућа, а исте године се ту досељава неколико породица из Јарославске губерније. Према подацима из 1838. у насељу је живело тек 109 становника.
Према подацима са карте Петербурга и околине из 1885. године извесно је да су на месту данашње вароши постојала два насеља, село Саблино са 26 домаћинстава (150 становника) на југу (на московском друму) и имање Дачноје Саблино нешто северније са 22 куће. Крајем 19. века оба насеља постају позната по бројним летњиковцима имућнијих петроградских грађана. С временом северно насеље се ширило, како територијално, тако и по броју становника, док је јужно насеље све више губило на значају.
Одлуком локалних петроградских власти од 9. октобра 1922. насеље Саблино је преименовано у Уљановку, у част вође Октобарске револуције Владимира Иљича Лењина који је ту живео око две године (у периоду 1905–1906) у кући своје најстарије сестре Ане Уљанове. Од 16. маја 1927. Уљановка је административно уређена као варош.

## Демографија
Према подацима са пописа становништва 2010. у вароши је живело 11.734 становника, док је према проценама националне статистичке службе за 2015. варошица имала 12.688 становника.
| 1939.  | 1959.  | 1970.  | 1979.  | 1989. | 2002. | 2010.  | 2015.  |
| ------ | ------ | ------ | ------ | ----- | ----- | ------ | ------ |
| 11,609 | 16,493 | 16,017 | 14,117 | 9,595 | 9,244 | 11,734 | 12,688 |

## Саобраћај
Уљановка је важно саобраћајно раскршће, како друмског тако и железничког саобраћаја. Ту се укрштају железничке пруге Москва–Санкт Петербург и Мга–Гатчина. Јужно од града пролази траса националног аутопута М10 Росија од Москве ка Санкт Петербургу, док јужна петербуршка обилазница А120 обилази око вароши са истока и југа. Магистралним друмом повезана је са Никољским и Отрадним на северу, односно варошицом Красни Бор на северозападу.